# Stazione di Pian di Venola
La stazione di Pian di Venola è una fermata ferroviaria posta sulla linea Bologna-Pistoia. Serve la località di Pian di Venola, frazione del comune di Marzabotto, nella città metropolitana di Bologna.

## Storia
La fermata di Pian di Venola venne attivata nel 2004.

## Movimento
Il servizio passeggeri è costituito dai treni della linea S1 (Porretta Terme-Bologna Centrale-Pianoro) del servizio ferroviario metropolitano di Bologna, cadenzati a frequenza oraria, con rinforzi alla mezz'ora nelle ore di punta.
I treni sono effettuati da Trenitalia Tper nell'ambito del contratto di servizio stipulato con la regione Emilia-Romagna.
A novembre 2019, la stazione risultava frequentata da un traffico giornaliero medio di circa 376 persone (198 saliti + 178 discesi).

## Servizi
La stazione è classificata da RFI nella categoria bronze.